# Sydney Prior Hall
Sydney Prior Hall (* 18. Oktober 1842 in Newmarket, Suffolk; † 1922) war ein britischer Porträtmaler und Illustrator. Zu seinem umfangreichen Werk zählen vor allem Gravuren und Lithografien, die ihn zu einem der wichtigsten Zeitungsillustratoren des Victorianischen Englands machten.

## Leben

### Studium und Anfänge als Illustrator
Sydney Prior Hall wurde am 18. Oktober 1842 in England geboren und entstammte einer Künstlerfamilie. Hall studierte an der University of Oxford und schloss sein Studium mit Bestnoten ab. Nach dem Studium wollte Hall als Künstler Karriere machen und fand eine Anstellung bei der illustrierten Wochenzeitung The Graphic, dem wichtigsten Konkurrenten der The Illustrated London News. Nicht zuletzt Halls Arbeit etablierte The Graphic als wichtiges illustriertes Nachrichtenmagazin. Besonders wichtig für Halls Stand als Illustrator und Künstler und auch die Rolle der The Graphic waren Halls Illustrationen des Deutsch-Französischen Kriegs von 1870 bis 1871. 

### Arbeit für den Prince of Wales
Nachdem Hall mehrere Jahre lang öffentliche Ereignisse illustriert hatte, ernannte man ihn 1875 zum Special Artist to accompany the Prince of Wales (Herausragender Künstler, der den Fürsten von Wales begleitet). Der damalige Prince of Wales war Albert Eduard von Sachsen-Coburg und Gotha (1841–1910), der spätere König Edward VII. Mit ihm bereiste Hall siebeneinhalb Monate lang das Britische Weltreich. Auf diesen Reisen fertigte Hall zahlreiche Gemälde mit Wasserfarben und Zeichnungen an, denen ein karikaturhafter, leicht humoristischer Charakter anhaftet. Bei Halls Rückkehr nach England wurden seine Bilder zusammen mit den Mitbringseln des Prinzen aus Indien im South Kensington Museum ausgestellt. Seine Ausbildung in Oxford machte es Hall leichter, während der Reisen mit dem Prince of Wales Bande zum Adel zu knüpfen. So begleitete er 1879 den Marquis of Lome nach Kanada. Die Bilder dieser Reise wurden später in The Graphic veröffentlicht. Viele Bilder Halls wurden aber auch in Buchform publiziert.

### Parnell-Kommission und Jameson-Raid-Befragung
In den 1880er und 1890ern arbeitete Hall als Illustrator parlamentarischer Gerichtsverfahren. Seine Bilder zur Parnell-Kommission gelten als seine besten Arbeiten. Bei ihnen kam ihm seine Fähigkeit, zu beobachten und die Bedeutung nur zum Schein unwichtiger Momente zu erkennen und diese festzuhalten, zugute. Auch bei der Befragung von Jameson Raid war Hall als Illustrator zugegen.

### Späte Jahre und Tod
Sydney Prior Hall machte sich jedoch nicht nur als Illustrator von Reisen und Gerichtsverfahren einen Namen, sondern auch als Maler, wobei seine Gemälde, die teilweise auch in The Graphic veröffentlicht wurden, jedoch den illustrierenden Charakter seiner übrigen Werke ebenfalls innehatten. Hall starb 1922 im Alter von 80 Jahren.

## Familie
Sydney Prior Hall war der Sohn des Pferdemalers Harry Hall (1814–1882) und der Vater des Ägyptologen Henry Reginald Holland Hall (1873–1930). Sydney Prior Halls Frau hieß Hannah Holland.

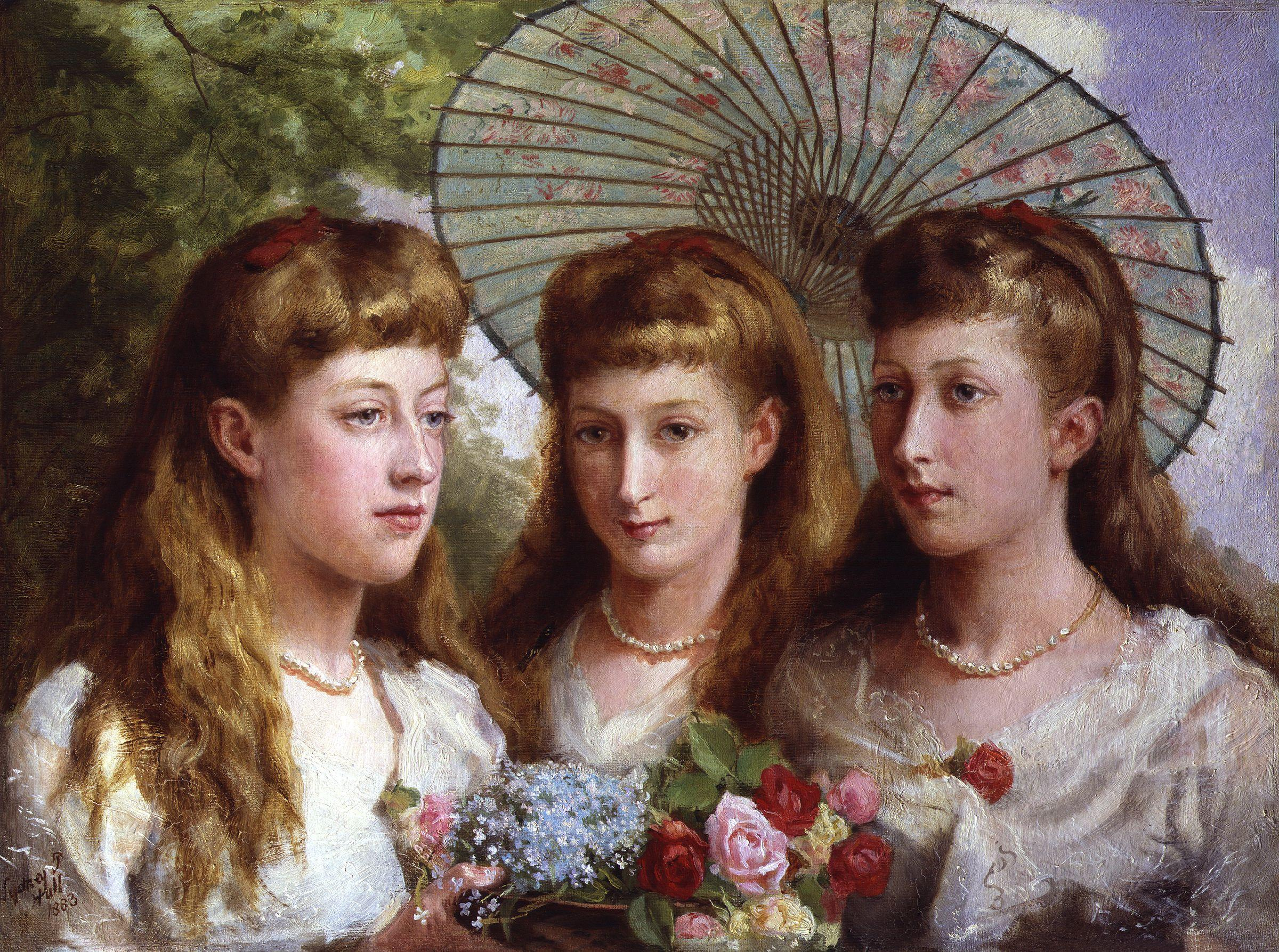
Drei Prinzessinnen (1883)

## Werk
Die meisten Werke Sydney Prior Halls waren Illustrationen, die als Drucke in Form von Lithografien oder Gravuren angefertigt wurden. Dabei ist die Bandbreite an Motiven sehr groß und geht von historischen Ereignissen wie dem Deutsch-Französischen Krieg bis hin zu Alltagsszenen – etwa eine Familie, die an Weihnachten Blinde Kuh spielt. Neben den schwarz-weißen Lithografien fertigte Hall hin und wieder auch Farblithografien und sogar Gemälde mit Öl oder Wasserfarbe auf Leinwand an, die jedoch auch einen illustrierenden Charakter haben. Gemein ist den Arbeiten Halls auch der leicht karikierende Charakter, mit dem er die Darstellungen meist etwas überspitzt, um ihnen mehr Dynamik zu verliehen.

## Rezeption
Der Kunstkritiker Lewis Lusk schrieb 1905 in The Art Journal: 
„The rendering of character in action necessitates a sense of humour, and in Mr. Hall’s sketches appear frequent gleams of that faculty.“
„Die Darstellung von Charakteren in Aktion erfordert einen Sinn für Humor und in Mr Halls Zeichnungen tauchen regelmäßig Schimmer dieser Fähigkeit auf.“
Weiter führte Lusk aus, Hall könne „die Trockenheit eines wichtigen Subjekts verringern“ („diminishing the dryness of an important subject“). 
Auch die Arbeiten zur Parnell-Kommission lobte Lusk:
„On each occasion he was in court the whole time, busy with a swift revealing pencil which missed no turn of affairs.“
„Bei jedem Anlass war er die gesamte Zeit im Gerichtssaal, beschäftigt mit flink offenbarendem Stift, der keinen Wandel der Lage verpasste.“